# ياسوشي ساساكي
ياسوشي ساساكي (باليابانية: 佐々木康؛ بالكانا: ささき やすし) هو مخرج ياباني، ولد في 25 يناير 1908 في Hiraka District, Akita ‏ في اليابان، وتوفي في 13 سبتمبر 1993.

## وصلات خارجية
- ياسوشي ساساكي على موقع IMDb (الإنجليزية)
- ياسوشي ساساكي على موقع أول موفي (الإنجليزية)
- ياسوشي ساساكي على موقع قاعدة بيانات الفيلم (الإنجليزية)
- ياسوشي ساساكي على موقع كينوبويسك (الروسية)